# La gran Pasqua russa
L'Obertura per al festival de Pasqua russa, opus 36 (Svetliy prazdnik, coneguda com a La gran Pasqua russa) és una obertura de concert escrita pel compositor rus Nikolai Rimski-Kórsakov, entre l'agost 1887 i l'abril de 1888, i dedicat a la memòria de Modest Mússorgski i Aleksandr Borodín, dos membres de la llegendari Grup dels Cinc. És l'últim de la sèrie del compositor de tres obres orquestrals excepcionalment brillants, precedides per Capritx espanyol i Shéhérazade. L'obra es va estrenar a Sant Petersburg a finals de desembre de 1888.
L'obra porta un subtítol que defineix perfectament l'obra: "Obertura sobre temes de l'església russa per a gran orquestra". La festa de la Pasqua, que els ortodoxos russos celebren gairebé més que el Nadal, oferia en la seva litúrgia un ric ventall de melodies, però no es tracta de música eclesiàstica a l'ús, sinó de la plasmació d'una atmosfera, la de les esglésies russes, a través d'una música simfònica. És la descripció de l'esperança que transmet la Pasqua, de les cerimònies religioses i la barreja del so de les campanes i de les veus que resen. El mateix compositor va definir la seva obra com "una crònica de la meva vida musical". L'obertura es basa en temes extrets de l'Obikhod, un recull de cants religiosos de l'Església Ortodoxa Russa. De fet introdueix diversos temes com Déu ressuscitarà o Aquells que l'odien fugiran davant la seva cara. Descriu una celebració eucarística en una església plena de gent de totes classes socials, en la qual diversos bisbes celebren els ritus simultàniament.